# Maltas fodboldlandshold
Maltas fodboldlandshold (maltesisk: Tim nazzjonali tal-futbol ta' Malta) er det nationale fodboldhold i Malta, og landsholdet bliver administreret af Malta Football Association. Holdet har indtil videre aldrig deltaget i en slutrunde.
| Fodbold | Spire Denne artikel om et fodboldlandshold er en spire som bør udbygges. Du er velkommen til at hjælpe Wikipedia ved at udvide den. |